# Григорій XVI
Григо́рій XVI (лат. Gregorius PP. XVI, Бартоломео Альберто Капеларі, італ. Bartolomeo Alberto Cappellari, у чернецтві Мауро Капеларі італ. Mauro Cappellari; 18 вересня 1765, Беллуно — 1 червня 1846, Рим) — 254-й Папа римський з 2 лютого 1831 по 1 червня 1846; у 1826—1831 рр. — кардинал Верховної Священної Конгрегації Римської та Вселенської Інквізиції (лат. Suprema Sacra Congregatio pro Romana et Universalis Inquisitionis).

## Клерикальна кар'єра
Народився 18 вересня 1765 року в шляхетній родині у містечку Беллуно поблизу Венеції, яке входило, на той час, до складу Венеційської республіки. Син нотаріуса Джованні Баттіста Каппелларі та його дружини Джулії Чеза-Паґані. Його батьки були родом з маленького села Пезарііс (італ. Pesariis), що в Фріулі.
У 18-річному віці, 23 серпня 1783 року, вступив до ордену камальдулів простим монахом, прийнявши в чернецтві ім'я Мауро (Mauro Cappellari, OSBCam). Служив в монастирі святого Михайла (Сан Мікеле) в Мурано. Вчив філософію, теологію та церковне право. У 1787 році висвячений на священника, був при ордені та монастирі вчителем філософії та теології. У 1805 році став абатом монастиря святого Григорія на Монте-Челіо в Римі.
1809—1814 після розпуску ордена Наполеоном I був найманим робітником.
У 1823 році став генеральним вікарієм свого ордену (займав цю посаду до свого обрання Папою в 1826 році). Тоді ж йому двічі пропонували сан єпископа, але він відмовився.
21 березня 1825 року призначений кардиналом in pectore та префектом Конгрегації євангелізації народів (лат. Congregatio pro Gentium Evangelizatione). 13 березня 1826 року Папа Пій VIII офіційно надав йому чин кардинала-священника з титулярним престолом в церкві Сан Каллісто в Римі. Від 4 липня 1826 р. до 2 лютого 1831 р. — через Лева XII Мауро Капеларі служив у Трибуналі Верховної Священної Конгрегації Римської та Вселенської Інквізиції.

## Понтифікат
2 лютого 1831 року, після 54-денного засідання, Конклав вибрав Каппелларі наступником померлого Пія VIII. Він був останнім вибраним папою, що проминув єпископську посаду, проте одразу став кардиналом. Григорій XVI зіграв важливу роль у цей революційний час для стабілізації церкви. Революція дійшла і до Папської держави, наступного дня після виборів Папи спалахнули заворушення у Болоньї, охопивши зрештою 4/5 від Папської держави. Заворушення однак були придушені за допомогою австрійських військ. Але ситуація у Ватикані була напруженою. У кінці березня 1831 року в Римі відбулась міжнародна конференція за участю Австрії, Франції, Англії, Пруссії, Росії. Приниження Святішого Престолу і самого Папи було сильним: не католики втрутилися, аби навчити Папу, що робити на чолі католицької церкви. Їхній меморандум вимагав різних реформ: секуляризацію адміністрації, зміни в судовій системі; обрання автономних муніципальних рад, консультування з ефективного центрального контролю над державним бюджетом. Для того, щоб уникнути втручання лібералів і зберегти свою незалежність Папа, відмовляючись від будь-якого іноземного втручання в його власній державі, заявив, що буде виконувати обіцяні реформи. Багатьом цим реформам завадив вступити в дію брак грошей у бюджеті.
У своїх політичних діях він відкидав «політичний натуралізм» і цим ставив та стверджував перевагу духовного авторитету церкви над політичним і суспільним порядком. Його послідовники під час Другого Ватиканського собору на цьому підґрунті змогли розвинути концепцію, яка на основі католицької традиції визначила стосунки церкви до сучасного світу. 
15 серпня 1832 року опублікував найвідомішу свою роботу — енцикліку «Ви задаєтесь питанням» (Mirari vos), в якій засудив доктрини лібералізму, натуралізму та атеїзму. У праці «Найвище (лат. In supremo)» (1839 р.) осудив рабство та торгівлю рабами, як прояви, недостойні християн. Його називали «останнім великим Папою-монахом».
 Помер 1 червня 1846 року від бешихи обличчя. Був похований в Соборі Святого Петра в Римі.

## Боротьба з вуличним освітленням та залізницею
Григорій XVI також відомий своєю боротьбою проти деяких тогочасних досягнень технічного прогресу, як, наприклад, освітлення вулиць гасовими лампами та залізничний транспорт. Він заборонив освітлювати вулиці Риму вночі та проводити до міста залізничну колію. Папа вважав, що залізниця приведе до збільшення торгівлі, а відтак, росту впливовості буржуазії, котра посилившись почне вимагати ліберальних реформ. Очевидно, саме у зв'язку із цим, Григорій XVI називав залізницю на французький манер chemins d'enfer («дорогою у пекло»), використовуючи подібність звучання із chemin de fer («залізниця»). У 1831 році він заборонив нічне освітлення Риму гасовими лампами, пояснюючи, що «Церква вчить, що Бог дуже чітко розділив день і ніч, і тому, влаштування світла після заходу сонця це уникнення закону Божого».